# Intestino crasso
L'intestino crasso o grande intestino  (lat. intestinum crassum) è la seconda e ultima parte del sistema digestivo dei vertebrati.
La sua funzione è quella di assorbire l'acqua rimanente dai resti indigestibili del cibo, resti poi espulsi tramite l'ano. Lungo mediamente 170 cm, con un diametro di circa 7 cm, l'intestino crasso è diviso in cieco, colon e retto. L'intestino crasso è circa un quinto dell'intero intestino. Anatomicamente viene suddiviso in sei tratti che vengono rispettivamente chiamati: cieco, colon ascendente, colon trasverso, colon discendente, sigma e retto.

## Funzione e relazione con altri organi
L'intestino crasso impiega circa 30 ore per terminare i processi rimanenti del sistema digestivo; il suo compito è assorbire acqua ed elettroliti, pari a circa 1,5 litri al giorno, che passano attraverso la valvola ileocecale. Il colon assorbe vitamine che vengono create dai batteri del colon, come la vitamina K, e alcune vitamine del gruppo B (cobalamina, tiamina e riboflavina). Inoltre compatta le feci e mantiene la materia fecale nel retto fino a quando possono essere scaricati attraverso l'ano in defecazione.
L'intestino crasso si differenzia fisicamente dall'intestino tenue in quanto il primo risulta essere molto più ampio. La parete dell'intestino crasso è rivestita da epitelio colonnare semplice; invece di avere le evaginazioni dell'intestino tenue (villi intestinali), l'intestino crasso ha invaginazioni (le ghiandole intestinali). Anche se sia l'intestino tenue sia quello crasso hanno cellule caliciformi, queste sono più abbondanti nel secondo.
Sotto la valvola ileo-cecale, nella superficie inferomediale dell'intestino cieco, si trova l'appendice. Ha la forma di un piccolo tubo cilindrico lungo dai 5 ai 9 cm e largo 7 mm. È costituita da tessuto linfatico con funzione di filtro, non più in grado di assorbire i nutrienti, per questo è detta a volte la "tonsilla addominale". Proprio l'azione di filtro può causarne a volte l'infiammazione (appendicite) che, quando è acuta, ne rende necessaria l'asportazione chirurgica (appendicectomia).